# Shūichi Mase
Shūichi Mase (japanisch 間瀬 秀一 Mase Shūichi; * 22. Oktober 1973 in Yokkaichi) ist ein ehemaliger japanischer Fußballspieler und -trainer.

## Karriere
2015 wurde Mase Trainer von Blaublitz Akita. Der Verein spielte in der dritthöchsten Liga des Landes, der J3 League. 2017 wechselte er zum Zweitligisten Ehime FC. Im Juli 2018 kehrte er zu Blaublitz Akita zurück.